# Chester Heights
Chester Heights est une localité du Comté de Delaware en Pennsylvanie, dans la banlieue ouest de Philadelphie.
La population était de 2 481 habitants en 2000.
La firme Wawa Inc. (en) a son siège à Chester Heights.